# Victor-Marie d'Estrées, vévoda d'Estrées
Victor-Marie d'Estrées, 5. vévoda d'Estrées (Victor-Marie d'Estrées, duc d'Estrées, comte d'Estrées, comte de Coeuvres, baron du Boulonnais, seigneur de Tourpes, Doudeauville, Aix, Porentie, Coquille, Massy et Imberville) (30. listopadu 1660, Paříž, Francie – 27. prosince 1737, Paříž, Francie) byl francouzský vojevůdce a státník ze staré šlechtické rodiny. Od mládí sloužil střídavě v armádě a u námořnictva, dosáhl hodností viceadmirála (1684) a maršála Francie (1703). Vynikl ve válce o španělské dědictví, po roce 1715 byl členem regentské vlády za nezletilého Ludvíka XV., později byl státním ministrem. V roce 1723 se jako dědic titulu vévody stal francouzským pairem, byl členem Francouzské akademie, španělským grandem a nositelem Řádu zlatého rouna. Na svých sídlech soustředil bohaté umělecké sbírky. Zemřel bez potomstva jako poslední člen rodu d'Estrées, jméno a tituly později získal synovec Louis Le Tellier.

## Kariéra

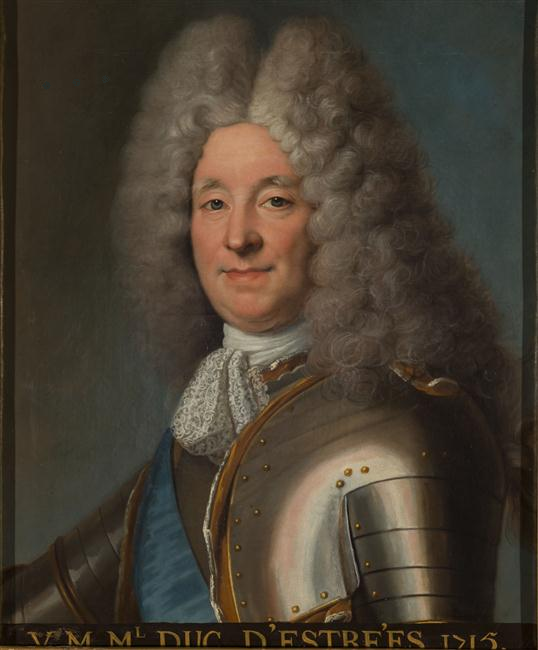
Portrét maršála d'Estrées pravděpodobně z roku 1715 (Muzeum Versailles)

Pocházel z významné šlechtické rodiny, narodil se v Paříži jako starší syn maršála Jeana d'Estrées. V roce 1676 vstoupil do armády, ale na příkaz prvního ministra Colberta přešel o rok později do námořních služeb a v roce 1677 se spolu s otcem zúčastnil v Karibiku bitvy o Tobago, kde měl již jako sedmnáctiletý pod velením vlastní loď. Poté sloužil ve Středomoří a v letech 1682–1683 se podílel na bombardování Alžíru. Na počátku devítileté války vstoupil jako dobrovolník do armády a byl zraněn při obléhání Philipsburgu (1688). Poté se vrátil k námořnictvu a ve vítězné bitvě u Beachy Head velel zadnímu voji francouzského loďstva. V této bitvě se vyznamenal a následně v přístavu Teignmouth zničil řadu anglických lodí. Následně operoval ve Středomoří, kvůli špatnému počasí se nemohl zúčastnit bitvy u Barfleuru. V roce 1697 přispěl k dobytí Barcelony.
Na začátku války o španělské dědictví byl vyslán do Neapole, kde měl obhajovat nároky Filipa V. na Neapolské království a v roce 1702 se zúčastnil obrany Cádizu. Po úspěchu této vojenské mise se stal španělským grandem a v roce 1703 byl povýšen na maršála Francie. V roce 1704 byl spolu s nemanželským synem Ludvíka XIV. hrabětem z Toulouse jmenován vrchním velitelem loďstva ve Středomoří a s anglickým admirálem Rookem svedl vítěznou bitvu u Malagy (1704). Za to obdržel Řád zlatého rouna (1705) a titul generála španělských moří, poté se neúspěšně pokoušel znovu dobýt Barcelonu. V roce 1707 po smrti otce zdědil rodové tituly, majetek a rezignoval na další účast ve válce, žil v soukromí a věnoval se správě statků.
Znovu se do veřejného dění zapojil po smrti Ludvíka XIV., kdy byl spolu se svým někdejším svěřencem hrabětem z Toulouse jmenován členem regentské rady za nezletilého Ludvíka XV. Spolu s hrabětem z Toulouse zastával funkci prezidenta námořní rady (1715–1723). Tato námořní rada fungovala nezávisle na ministerstvu námořnictva, její činnost byla ukončena po smrti regenta Filipa II. Orleánského a zániku regentské vlády. V roce 1723 po bratranci Louisi Armandovi ze starší rodové linie zdědil titul vévody d'Estrées. Od roku 1727 do smrti byl státním ministrem.
Po otci v roce 1707 zdědil mimo jiné několik čestných hodností, byl guvernérem v Nantes, generálporučíkem v Bretani a zastával také čestný post místokrále Nové Francie. Od Ludvíka XV. později dostal do osobního vlastnictví ostrov Svatá Lucie. Byl též členem Francouzské akademie věd (1707) a Francouzské akademie (1715).

## Rodinné a majetkové poměry

Erb rodu d'Estrées

V Paříži byl jeho hlavním sídlem palác Hôtel d'Estrées v Rue de l'Université, kde soustředil bohaté umělecké sbírky, především z oborů bibliofilie a kartografie. Podle názoru svých současníků ale neměl žádné umělecké zájmy, hodnotné sbírky kumuloval jen kvantitativně. Ve svém pařížském paláci hostil v roce 1717 ruského cara Petra Velikého na jeho cestě po Evropě. Další část sbírek umístil na venkovském sídle v Nanteuil-le-Haudouin severně od Paříže. Tento renesanční zámek byl v majetku jeho předků od roku 1653, za francouzské revoluce byl ale zničen. V roce 1720 získal do pronájmu zámeček Château de Bagatelle v Boulogneském lesíku, který jeho manželka užívala až do své smrti v roce 1745 (současná podoba zámečku pochází až z pozdější doby, kdy jej vlastnil hrabě d'Artois, mladší bratr Ludvíka XVI.)
V roce 1698 se jeho manželkou stala Lucie Félicité de Noailles (1683–1745), dcera maršála vévody de Noailles (její mladší sestra Marie Victoire se později provdala za hraběte z Toulouse a jejich bratr Adrien Maurice z Noailles byl významným vojevůdcem a státníkem první poloviny 18. století). Jejich manželství zůstalo bez potomstva a Victor Marie d'Estrées zemřel jako poslední mužský potomek rodu ve svém pařížském paláci.
Victorův mladší bratr Jean d'Estrées (1666–1718) byl duchovním, v mládí působil jako velvyslanec ve Španělsku a později byl arcibiskupem v Cambrai (1716–1718). Sestra Marie Anne Catherine d'Estrées (1663–1741) se provdala za Michela Le Tellier, markýze Courtanvauxe (1663–1721), nejstaršího syna ministra války markýze Louvoise. Jejich syn Louis Le Tellier (1695–1771) po vymření rodu d'Estrées přijal jeho jméno a později získal znovu titul vévody d'Estrées (1763).